# Grgo Šore
Grgo Šore ( Donji Seget, 15. veljače 1915. –  Seget Donji 2000.), oficir KJ, domobranski časnik NDH i politički zatvorenik Golog otoka.